# Grand Prix Cycliste de Montréal

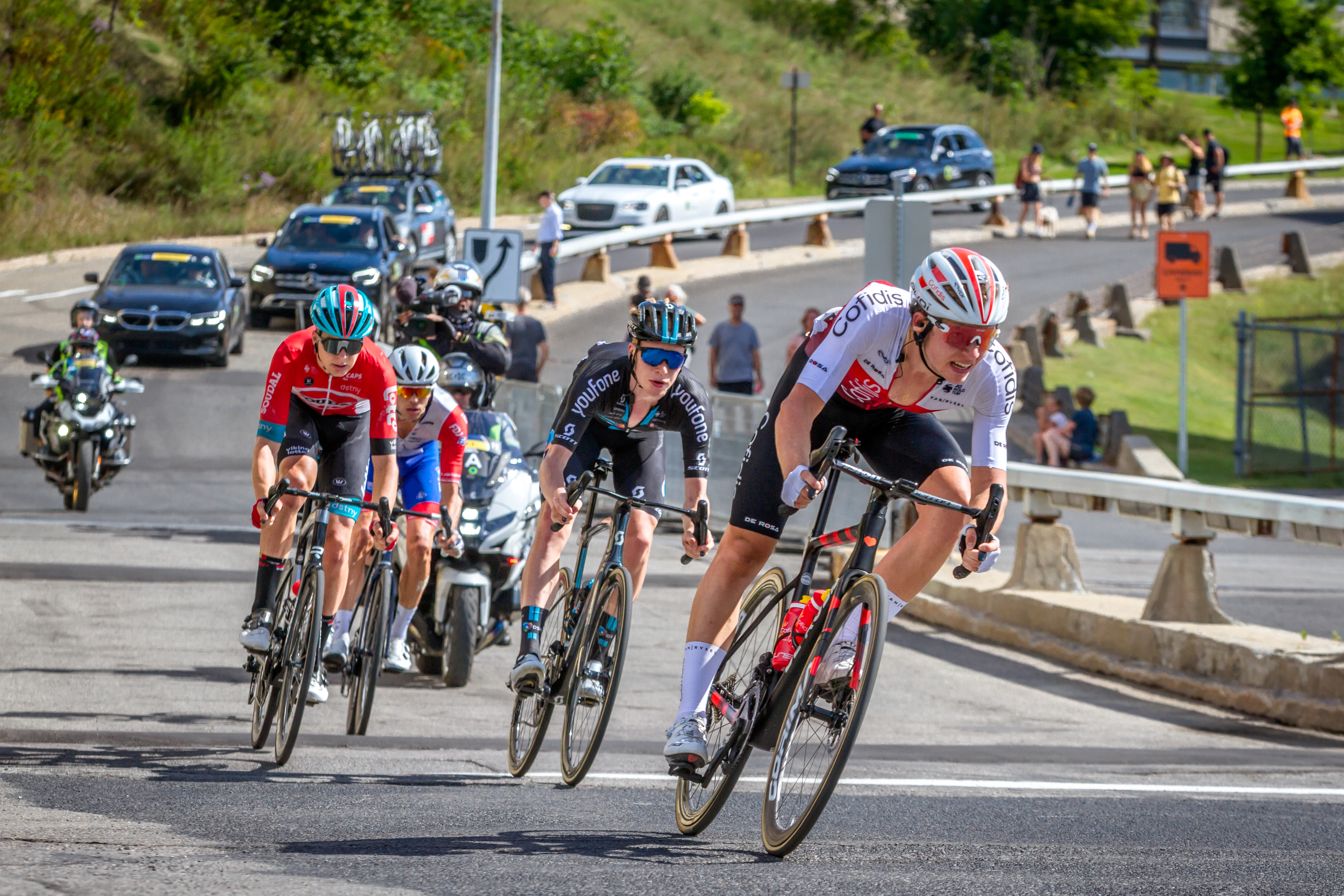
Ausreißgruppe bei der Austragung 2022

Der Grand Prix Cycliste de Montréal ist ein Straßenradrennen in der kanadischen Stadt Montreal. Bei der Strecke handelt es sich um einen Rundkurs mit einer Länge von 12,2 km, der 17 Mal durchfahren wird. Der Rundkurs stellt eine Abwandlung der Straßenradsport-Weltmeisterschaften 1974 dar, bei der Eddy Merckx in der Elite-Klasse siegte. Auch das Straßenrennen bei den Olympischen Sommerspielen 1976 sowie das Eintagesrennen Grand Prix des Amériques nutzte den Rundkurs durch das Stadtgebiet und den Mont Royal.
Das Eintagesrennen wurde zum ersten Mal am 12. September 2010 ausgetragen. Premierensieger war der Niederländer Robert Gesink.
Das Rennen wurde genau wie der zwei Tage zuvor stattfindende Grand Prix Cycliste de Québec schon im ersten Austragungsjahr in die UCI ProTour (seit 2011: UCI WorldTour) aufgenommen. Wie bei allen WorldTour-Rennen sind die UCI WorldTeams zum Start berechtigt und verpflichtet.
Die Austragungen der Jahre 2020 und 2021 wurden aufgrund der COVID-19-Pandemie abgesagt.

## Palmarès
| Jahr | Sieger               | Zweiter          | Dritter             |          |
| ---- | -------------------- | ---------------- | ------------------- | -------- |
| 2010 | Robert Gesink        | Peter Sagan      | Ryder Hesjedal      |          |
| 2011 | Rui Costa            | Pierrick Fédrigo | Philippe Gilbert    |          |
| 2012 | Lars Petter Nordhaug | Moreno Moser     | Alexander Kolobnew  |          |
| 2013 | Peter Sagan          | Simone Ponzi     | Ryder Hesjedal      |          |
| 2014 | Simon Gerrans        | Rui Costa        | Tony Gallopin       |          |
| 2015 | Tim Wellens          | Adam Yates       | Rui Costa           |          |
| 2016 | Greg Van Avermaet    | Peter Sagan      | Diego Ulissi        |          |
| 2017 | Diego Ulissi         | Jesús Herrada    | Tom-Jelte Slagter   |          |
| 2018 | Michael Matthews     | Sonny Colbrelli  | Greg Van Avermaet   |          |
| 2019 | Greg Van Avermaet    | Diego Ulissi     | Iván García Cortina |          |
| 2020 | abgesagt             | abgesagt         | abgesagt            | abgesagt |
| 2021 | abgesagt             | abgesagt         | abgesagt            | abgesagt |
| 2022 | Tadej Pogačar        | Wout van Aert    | Andrea Bagioli      |          |
| 2023 | Adam Yates           | Pavel Sivakov    | Alex Aranburu       |          |
| 2024 | Tadej Pogačar        | Pello Bilbao     | Julian Alaphilippe  |          |